# Orfeó Mallorquí
L'Orfeó Mallorquí va ser una societat coral popular, fundada el 1899, que té el seu precedent a l'Orfeón Republicano, fundat l'any 1867 a Palma per Joan Goula i Soley, que en va ser el primer director.
L'Orfeó Mallorquí i la Capella de Manacor van ser les dues entitats corals més importants de les catorze que es fundaren en només deu anys a una època de gran vitalitat cultural.
Vinculat a la societat de socors mutus, Asistencia Palmesana, l'any 1899 va adoptar el nom d'Orfeó Mallorquí substituint el de Orfeón Mallorquín. Els primers estatuts es varen aprovar l'any 1900.
Per influència de l'Orfeó Català, no només es dedicà a interpretar música popular, també dugué davant el públic mallorquí obres corals de Robert Schumann i Richard Wagner.
En varen ser directors Andreu Gelabert, Joan Valenzuela, Sebastià Ramis i Andreu Roig presidents, Joan Valenzuela, Dr Aris, Miquel Torres, Francesc Casasnovas i Antoni Quintana Garau i Vice-Presidents, Joan Aguiló Valentí, Josep Cortès i Baltasar Forteza Valleriola. El mes de Juliol de l'any 1909 va fer part de l'expedició de 1.300 mallorquins a l'Exposició Regional de València, organitzada pel diari Última Hora.
Amb la banda de música, l'Orfeó Republicà i l'Orfeó de la Protectora l'any 1931, a la plaça de toros de Palma, celebrà l'arribada de la Segona República Espanyola. Va intervenir en actes de Nostra Parla. Després de col·laborar amb entitats regionalistes tingué problemes amb la dictadura de Primo de Rivera. El governador Pere Llosas i Badia prohibí l'estrena de L'estiu, del compositor Baltasar Samper i Marquès. Es va dissoldre durant l'estiu de l'any 1936.